# IAI Super Heron
IAI Super Heron — беспилотный разведывательный летательный аппарат (БПЛА), разработанный израильской компанией IAI в 2013 году. Создан на базе своего предшественника — IAI Heron, но превосходит его по мощности, летным параметрам, тактико-техническим и навигационным характеристикам. Оснащен новейшими системами навигации и слежения. Радары последней разработки позволяют осуществлять качественное слежение с большой высоты и в плохих погодных условиях. Впервые продемонстрирован 11 февраля 2014 года на Mеждународном авиасалоне в Сингапуре.

## ЛТХ
- Модификация: Super Heron HF
- Размах крыла, м 17,0
- Длина, м:
- Высота, м:
- Площадь крыла, м²:
- Масса, кг:
  - пустого:
  - полезной нагрузки: 450
  - топлива:
  - максимальная взлетная: 1450
- Тип двигателя: дизель
- Мощность, л.с. 1 х 200
- Максимальная скорость, км/ч: 280
- Крейсерская скорость, км/ч: 130
- Радиус действия, км:
  - при передаче данных в реальном времени: 350
  - при автономном полете: 1000
- Продолжительность полета, ч: 52
- Максимальная скороподъемность, м/мин:
- Практический потолок, м: 9150
- Стоимость,  $ млн.:
  - базовой модели: 15-20
  - полного комплекта: 60-80